# 哈特·克萊恩
哈罗德·哈特·克兰（英語：Harold Hart Crane，1899年7月21日—1932年4月27日）是二十世紀美國詩人。

## 生平
受到托馬斯·斯特爾那斯·埃利奧特的啟蒙與刺激，克萊恩開始寫詩，形式上雖依循傳統，但在文句遣詞上常採古語，晦澀難读；並試圖超越埃利奧特詩中常出現的諷世的絕望。詩作常被批評晦澀難懂及故弄玄虛，被公認為是當時最具影響力的詩人之一。